# Joachim Justus Breithaupt

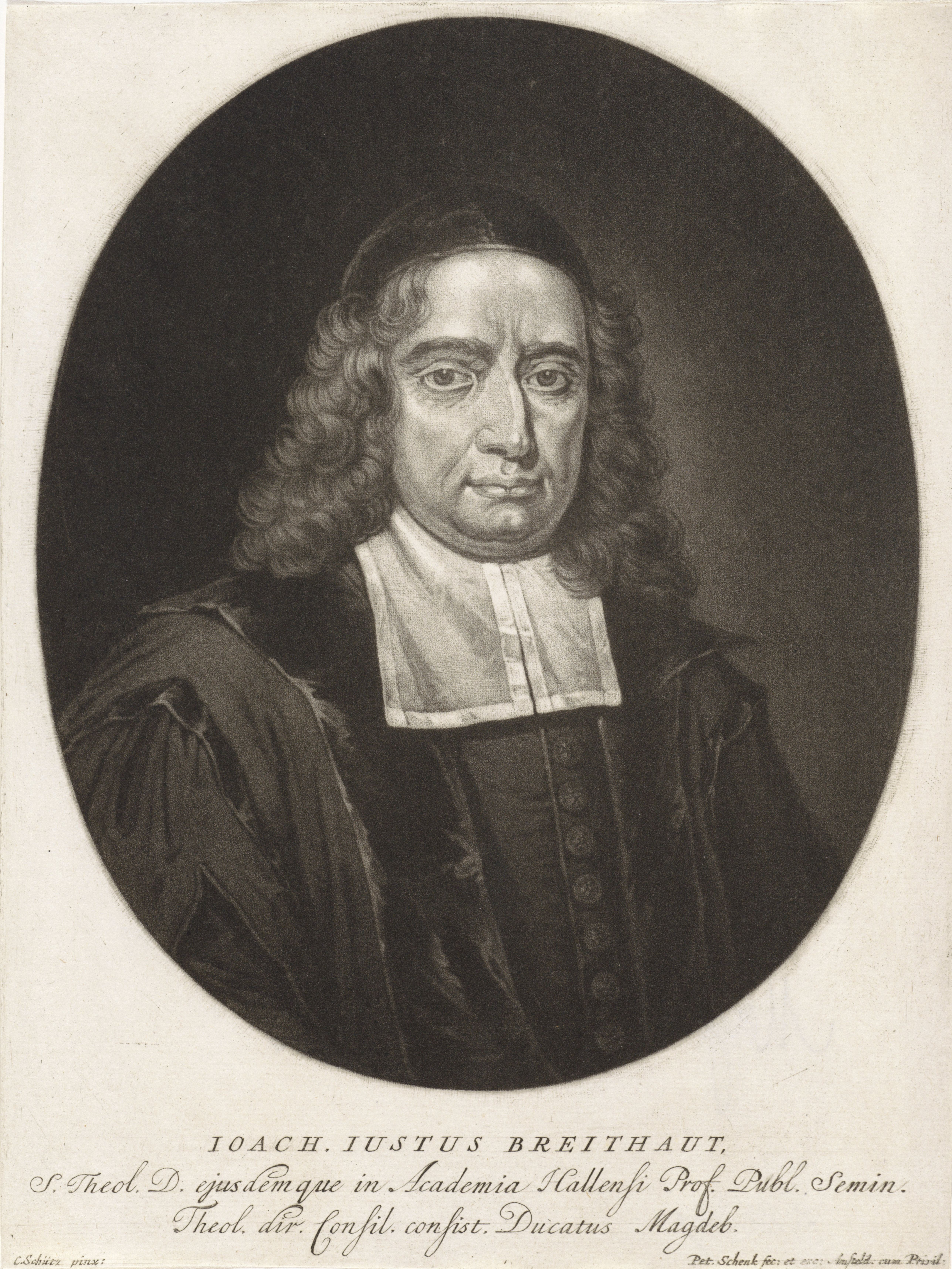
Joachim Justus Breithaupt

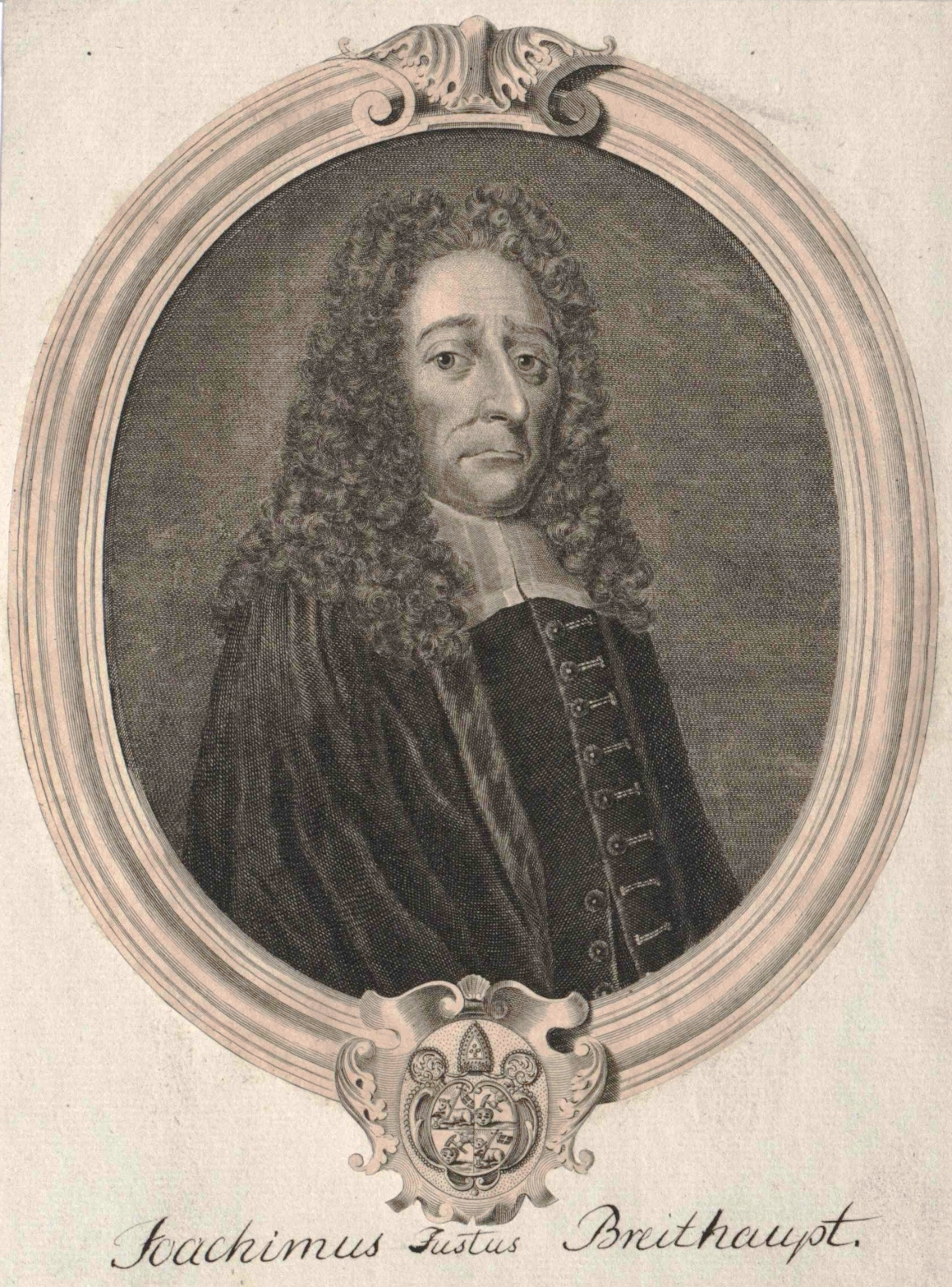
J. J. Breithaupt mit Wappen

Joachim Justus Breithaupt (* 17. Februar 1658 in Northeim; † 16. März 1732 im Kloster Berge bei Magdeburg) war ein deutscher lutherischer Theologe, Homiletiker und Kirchenlieddichter.

## Leben
Der Sohn des Superintendenten Christian Breithaupt studierte ab dem 12. April 1676 in Helmstedt und wurde 1680 Konrektor in Wolfenbüttel. Aufgrund der Pest verließ er die Schule und setzte sein theologisches Studium bei Christian Kortholt der Ältere in Kiel fort. Anschließend war er als Privatdozent in Frankfurt am Main tätig. 1687 wurde er, der zwischenzeitlich von Philipp Jakob Spener beeinflusst war, als Homiletiker nach Kiel zurückberufen. 1685 wurde er Hofprediger und Konsistorialrat in Meiningen, 1687 Pfarrer an der Erfurter Predigerkirche, Senior des geistlichen Ministeriums und Theologieprofessor an der Universität Erfurt. Er unterstützte den Diakon der Augustinerkirche August Hermann Francke, der wegen seiner pietistischen Haltung umstritten war. Im Jahr 1691, als Francke Erfurt verlassen musste, folgte Breithaupt dem Ruf an die Theologische Fakultät der jungen Universität Halle. Er blieb gleichzeitig Domprediger und Konsistorialrat in Magdeburg.
1705 wurde Breithaupt Generalsuperintendent des Herzogtums Magdeburg, 1709 Abt des Magdeburger Stifts und des Klosters Berge bei Magdeburg.
Er verfasste zahlreiche lateinische und einige deutsche Gedichte. Johann Anastasius Freylinghausen nahm vier seiner geistlichen Lieder in sein „geistliches Gesangbuch“ auf, das 1704 in Halle erschien.

## Werkauswahl
- Des christlichen Zuhörers rechtschaffener Christen-wandel,: Aus sorgfältiger … 1698
- Memoria Caplatoniana: Oder Lebens-beschreibung Zweener Breithaupten: welche … 1725
- Wohlgemeinte Warnung für denen Beschuldigungen damit zu dieser Zeit viele … 1693
- Drey Passions- und Creutz-predigten in welchen das Geheimniss des Creutzes … 1698
- Herrn d. Johann Friederich Mayers auf der Post abgefertigter Antispenerus … 1695
- Fünff Erläuterungs-predigten von dem Geheimniss des Creutzes öffentlich auf … 1724
- Acht Closter-bergische Char-freytags-predigten, über auserlesene Sprüche h … 1732
- Institutio Hermencutico-homiletica, hoc Est, Praecepta Interpretandi … 1694